# إنسكريبت
إنسكريبت (بالإنجليزية: inScript)‏ هو مكتبة برمجية توفر محرك جافا سكريبت لـ ECMA-262 3ed، وهي مكتوبة بلغة سي++ وبعض كلاسات جافا. تم استخدام هذه المكتبة في متصفحات ويب آي كاب الإصدار 2 و3. أما «آي كاب» 4 فيستخدم محرك تصميم ويب كيت. هذه المكتبة برمجية غير حرة، مغلقة المصدر.